# Takashi Sakai
Takashi Sakai (酒井 隆 Sakai Takashi?) (18 de octubre de 1887 – 30 de septiembre de 1946) fue un militar japonés que alcanzó el rango de teniente general en el Ejército Imperial Japonés durante la Segunda Guerra Mundial, destacando especialmente por su brutal conquista  de Hong Kong a finales de 1941.

Sobresalió especialmente por su violento papel batalla de Hong Kong, así como en las diversas escaramuzas, batallas y luchas en China contra el Partido Comunista Chino y el Kumintang. 
Acabada la guerra, fue encontrado culpable de haber cometido crímenes de guerra y ejecutado por ello.

## Biografía

### Inicios de su carrera
Sakai nació el 18 de octubre de 1887 en el distrito de Kamo, Hiroshima, que en la actualidad está integrado en la ciudad de Hiroshima. Se educó en las escuelas militares preparatorias de Kōbe y Osaka, graduándose con el número 20 de su promoción en la Academia Militar Imperial del Japón en 1908.
Su primer destino fue en el 28.º Regimiento de Infantería del Ejército Imperial Japonés. Se graduó con el número 28 de su promoción en la Escuela de Estado Mayor del Ejército. Fue ascendido a mayor en 1924 y a teniente coronel en 1928.

### Sus años en China
En 1928, Sakai fue enviado a Jinan, en la provincia de Shandong (China) con el 12º Regimiento de Infantería durante el incidente de Jinan. Algunos historiadores chinos le consideran responsable del asesinato de los emisarios del ejército del Kuomintang durante las negociaciones, el 4 de mayo de 1928. Posteriormente fue destinado a la guarnición japonesa en Tientsin, de 1929 a 1932.
En 1932, Sakai fue ascendido a coronel y fue asignado a la 5º Sección (Inteligencia militar) del Deuxième Bureau del Estado Mayor del Ejército Imperial Japonés, entre 1932 y 1934.
En tanto que jefe del Estado Mayor del Ejército japonés de guarnición en China, entre 1934 y 1935, Sakai orquestó una serie de conflictos armados que concluyeron en la firma de un armisticio con el gobierno chino que esencialmente dio el control a los japoneses de la provincia de Hebei. En 1936 fue nombrado comandante en jefe del 23.er Regimiento de Infantería.
Sakai fue ascendido a general en 1937, siendo designado nuevo comandante en jefe de la 28ª Brigada de Infantería. Ascendido a teniente general en 1939, fue asignado a la Oficina de Coordinación del Grupo de Desarrollo de Asia, el Consejo del régimen títere de Mengjiang, entre 1939 y 1940. En este período, mandaba igualmente al Ejército japonés de guarnición en Mongolia.
Solicitado desde el Japón, regresó allí en 1940, Sakai fue designado por un corto período como comandante en jefe de la División de Depósito de la Guardia Imperial Japonesa.

### Segunda Guerra Mundial
En noviembre de 1941, cuando Japón iba a entrar en la Segunda Guerra Mundial con el ataque a Pearl Harbor, Sakai era el comandante en jefe del 23.er Ejército desplegado en Cantón. Se le ordenó que utilizase a la 38.ª División de Infantería, que dependía del Grupo de Ejércitos Expedicionario del Sur para tomar la colonia británica de Hong Kong, dándosele para ello un limitado plazo de 10 días. 
El 8 de diciembre de 1941, pocas horas después del ataque sobre la base naval estadounidense de Pearl Harbor, las fuerzas japonesas al mando de Sakai invadieron Hong Kong. Sin embargo, la subsiguiente Batalla de Hong Kong no avanzó tan rápidamente como Sakai lo había planeado, y ello le obligó a solicitar a sus superiores una ampliación del plazo que inicialmente se le había concedido. El gobernador de Hong Kong, Mark Aitchison Young se rindió con todas las tropas del Ejército británico en Hong Kong el 25 de diciembre de 1941, después de 18 días de combates. La frustración de Sakai causada por la imprevista resistencia británica podría haber sido una causa de la extrema brutalidad que caracterizó la campaña y la ocupación posterior de la colonia.
Sakai sirvió como gobernador japonés de Hong Kong hasta el 20 de febrero de 1942, fecha en la que fue llamado al Japón, pasando a situación de retiro del servicio activo por su edad en 1943.

### Juicio y ejecución
Acabada la guerra, Sakai fue acusado de crímenes de guerra ante el Tribunal Militar de Crímenes de la Guerra de China, del Ministerio de Defensa Nacional en Nankín, siendo condenado a la pena de muerte el 27 de agosto de 1946. Sakai fue ejecutado por fusilamiento el 30 de septiembre.